# Museum voor brieven en manuscripten
Het Museum voor brieven en manuscripten, gelegen aan de Sint-Hubertusgalerij in Brussel, exposeert stukken uit het geschreven erfgoed, met betrekking tot briefwisseling en alle facetten van geschiedenis, kunsten, literatuur en wetenschappen.
Het museum omvat een permanente collectie en variabele tentoonstellingen. Zijn publiekswerking bestaat eveneens uit bezoeken van scholen en workshops, met name voor kinderen en jongeren.
De werkingstalen zijn Nederlands, Frans en Engels.